# 1,4-环己烷二甲酸
1,4-环己烷二甲酸是一种有机化合物，化学式为C
6H
10(COOH)
2。它可由对苯二甲酸的氢化反应制得：
C
6H
4(CO
2H)
2  +  3 H
2   →   C
6H
10(CO
2H)
2
它在苄基三乙基氯化铵（或二甲基甲酰胺）催化下和氯化亚砜反应，可以得到1,4-环己烷二甲酰氯。